# پایینگومووا
پایینگومووا (به لاتین: Payingomuwa) یک منطقهٔ مسکونی در سری‌لانکا است که در استان مرکزی (سری‌لانکا) واقع شده‌است.